# Kanrei

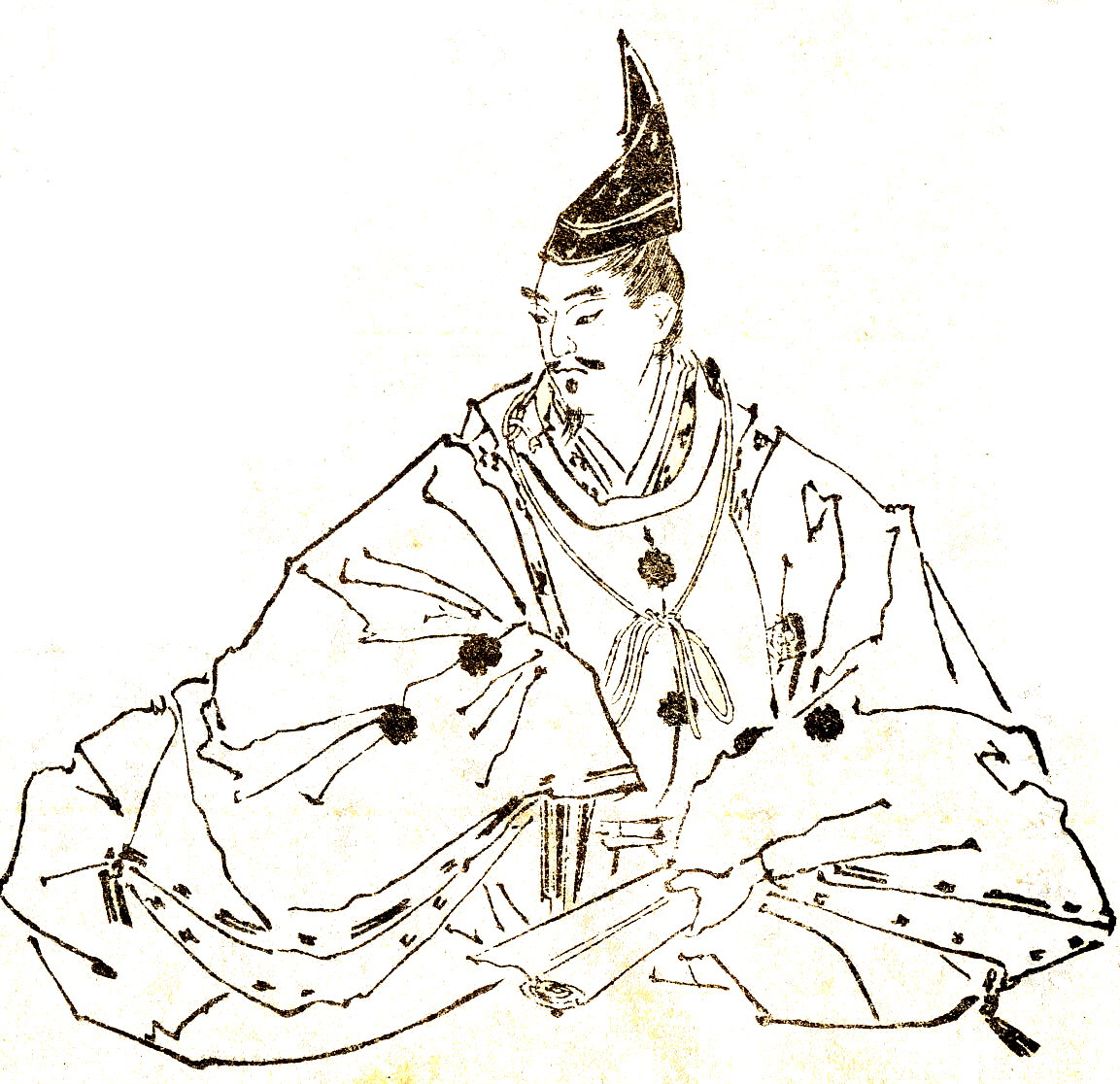
Les kanrei (管領) étaient des députés du shogun dans le Japon féodal.

Les kanrei (管領), ou plus rarement kanryō, sont des hauts fonctionnaires politiques du Japon féodal. Le terme est généralement traduit par « député du shogun ». Après 1349, il y eut de fait deux kanrei, le Kyoto kanrei et le Kantō kanrei.
À l'origine, de 1219 à 1333, le poste est basé à Kyoto et est similaire à celui du Rokuhara tandai. Le clan Hōjō monopolise le poste et il y a, durant cette période, deux députés, un au sud et un au nord. De 1336 à 1367, le député est appelé shitsuji (執事). Le premier à tenir cette fonction est Kō no Moronao. 
En 1367, Hosokawa Yoriyuki est choisi par un conseil pour devenir député (Kyoto kanrei). Afin de s'assurer de la loyauté de ses confrères, les clans Hatakeyama et Shiba, il propose que les trois familles partagent le poste de kanrei, alternant entre eux à chaque nomination. Ainsi est né le san-kan ou « trois kanrei ». Cependant, en 1379, les actions de Yoriyuki provoquent le ressentiment de puissants daimyos qui le forcent à démissionner. Après cela, le Kyoto kanrei ne tient plus très longtemps le rôle de député du shogun et reste réservé à une fonction de conseiller et d'administrateur.
Après la chute du shogunat de Kamakura, et l'abolition de la fonction du Rokuhara tandai, Ashikaga Takauji crée le poste de Kantō kanrei, ou député du shogun à l'est (le Kantō est la zone où se situe aujourd'hui Tokyo).

## LeKantō kanrei
Durant les premières semaines de 1336, Ashikaga Takauji, à la poursuite de Nitta Yoshisada, quitte Kamakura pour Kyoto. Il laisse derrière lui comme représentant son fils de quatre ans, Ashikaga Yoshiakira, aux soins de trois gardiens : Hosokawa Kiyouji, Uesugi Noriaki et Shiba Ienaga. En 1349, Takauji appelle Yoshiakira à Kyoto et le remplace avec un autre de ses fils, Ashikaga Motouji, à qui il attribue le titre de Kantō Kanrei. Parce que le kanrei était le fils du shogun, qui dirigeait le Kantō et contrôlait militairement la zone environnante, la région était généralement appelée « bakufu de Kamakura », ou « shogunat de Kamakura ». Lorsque plus tard vient l'habitude, originaire de Kyoto, d'appeler le shogun kubō, le dirigeant de Kamakura fut nommé Kamakura kubō. Le titre de kanrei devint héréditaire chez les shitsuji (執事) du clan Uesugi,. Les membres de cette famille dominent la fonction de Kantō kanrei jusqu'en 1552, année où elle est abolie.

## LesKyoto kanrei
- Shitsuji
  - 1336-1349 : Kō no Moronao (?-1351)
  - 1349 : Kō no Moroyo (?-1351)
  - 1349-1351 : Kō no Moronao (?-1351)
  - 1351-1358 : Niki Yoriaki (1299-1359)
  - 1358-1361 : Hosokawa Kiyouji (?-1362)
- Kanrei
  - 1362-1366 : Shiba Yoshimasa (1350-1410)
  - 1368-1379 : Hosokawa Yoriyuki (1329-1392)
  - 1379-1391 : Shiba Yoshimasa (1350-1410)
  - 1391-1393 : Hosokawa Yorimoto (1343-1397)
  - 1393-1398 : Shiba Yoshimasa (1350-1410)
  - 1398-1405 : Hatakeyama Motokuni (1352-1406)
  - 1405-1409 : Shiba Yoshinori (1371-1418)
  - 1409-1410 : Shiba Yoshiatsu (1397-1434)
  - 1410-1412 : Hatakeyama Mitsuie (1372-1433)
  - 1412-1421 : Hosokawa Mitsumoto (1378-1426)
  - 1421-1429 : Hatakeyama Mitsuie (1372-1433)
  - 1429-1432 : Shiba Yoshiatsu (1397-1434)
  - 1432-1442 : Hosokawa Mochiyuki (1400-1442)
  - 1442-1445 : Hatakeyama Mochikuni (1398-1455)
  - 1445-1449 : Hosokawa Katsumoto (1430-1473)
  - 1449-1452 : Hatakeyama Mochikuni (1398-1455)
  - 1452-1464 : Hosokawa Katsumoto (1430-1473)
  - 1464-1467 : Hatakeyama Masanaga (1442-1493)
  - 1467-1468 : Shiba Yoshikado (?-?)
  - 1468-1473 : Hosokawa Katsumoto (1430-1473)
  - 1473 : Hatakeyama Masanaga (1442-1493)
  - 1478-1486 : Hatakeyama Masanaga (1442-1493)
  - 1486 : Hosokawa Masamoto (1466-1507)
  - 1486-1487 : Hatakeyama Masanaga (1442-1493)
  - 1487-? : Hosokawa Masamoto (1466-1507)
  - 1490 : Hosokawa Masamoto (1466-1507)
  - 1495-1507 : Hosokawa Masamoto (1466-1507)
  - 1508-1525 : Hosokawa Takakuni (1484-1531)
  - 1525 : Hosokawa Tanekuni
  - 1527 : Hatakeyama Yoshitaka (?-1532)
  - 1536 : Hosokawa Harumoto (1519-1563)
  - 1546 : Rokkaku Sadayori (1495-1552)
  - 1552-1564 : Hosokawa Ujitsuna (?-1564)